# Екаклон
Екаклон (фр. Ecaquelon) насеље је и општина у северној Француској у региону Горња Нормандија, у департману Ер која припада префектури Берне.
По подацима из 2011. године у општини је живело 542 становника, а густина насељености је износила 41,56 становника/km². Општина се простире на површини од 13,04 km². Налази се на средњој надморској висини од 127 метара (максималној 144 m, а минималној 47 m).

## Демографија
| 1962. | 1968. | 1975. | 1982. | 1990. | 1999. | 2011. |
| ----- | ----- | ----- | ----- | ----- | ----- | ----- |
| 361   | 372   | 300   | 357   | 426   | 428   | 542   |

График промене броја становника у току последњих година